# Prezumcija nevinovnosti
Prezumcija nevinovnosti (Презумпция невиновности) è un film del 1988 diretto da Evgenij Tatarskij.

## Trama
Il film racconta la famosa cantante che sul treno perde una giacca con passaporto. Due clandestini sembrano essere agenti di polizia e cercano di aiutarla.